# Liste der Staatsoberhäupter Albaniens
Die folgende Liste stellt alle Staatsoberhäupter Albaniens seit der Unabhängigkeit am 28. November 1912 dar. Mit der Staatsform wechselte regelmäßig auch die Bezeichnung des Staatsoberhaupts Albaniens.

## Republik Albanien(1912–1914)
| Staatsoberhaupt (Lebensdaten)                       | Foto | Amtszeit                            | Partei    |
| --------------------------------------------------- | ---- | ----------------------------------- | --------- |
| Ismail Qemali (16. Januar 1844 – 24. Januar 1919)   |      | 28. November 1912 – 22. Januar 1914 | parteilos |
| Fejzi Alizoti (22. September 1876 – 13. April 1945) |      | 22. Januar 1914 – 7. März 1914      | parteilos |

## Fürstentum Albanien(1914)
| Staatsoberhaupt (Lebensdaten)                     | Foto | Amtszeit                                                               | Partei    |
| ------------------------------------------------- | ---- | ---------------------------------------------------------------------- | --------- |
| Fürst Wilhelm I. (26. März 1876 – 18. April 1945) |      | 7. März 1914 – 3. September 1914 (de facto), 31. Januar 1925 (de jure) | parteilos |

## Republik Albanien(1918–1928)
| Staatsoberhaupt (Lebensdaten)                          | Foto | Amtszeit                            | Partei    |
| ------------------------------------------------------ | ---- | ----------------------------------- | --------- |
| Essad Pascha Toptani (1863 – 13. Juni 1920)            |      | 5. Oktober 1914 – 24. Februar 1916  | parteilos |
| Turhan Pascha Përmeti (um 1839 – 1927)                 |      | 28. Dezember 1918 – 28. Januar 1920 | parteilos |
| Sulejman Delvina (1871 – 1. August 1932)               |      | 28. Januar 1920 – 30. Januar 1920   | parteilos |
| Regentschaftsrat                                       |      | 1920 – 1924                         | parteilos |
| Fan Noli (6. Januar 1882 – 13. März 1965)              |      | 2. Juli 1924 – 24. Dezember 1924    | parteilos |
| Präsident Ahmet Zogu (8. Oktober 1895 – 9. April 1961) |      | 1. Februar 1925 – 1. September 1928 | parteilos |

## Königreich Albanien(1928–1944)
| Staatsoberhaupt (Lebensdaten)                                                            | Foto | Amtszeit                             | Partei         |
| ---------------------------------------------------------------------------------------- | ---- | ------------------------------------ | -------------- |
| König Zogu I. (8. Oktober 1895 – 9. April 1961)                                          |      | 1. September 1928 – 7. April 1939    | parteilos      |
| König Viktor Emanuel III. (11. November 1869 – 28. Dezember 1947)                        |      | 16. April 1939 – 8. September 1943   | parteilos      |
| Vorsitzender des Regentschaftsrates Mehdi Bej Frashëri (28. Februar 1874 – 25. Mai 1963) |      | 20. Oktober 1943 – 28. November 1944 | Balli Kombëtar |

## Sozialistische Volksrepublik Albanien(1944–1991)
| Staatsoberhaupt (Lebensdaten)                                                                     | Foto | Amtszeit                           | Partei                                                              |
| ------------------------------------------------------------------------------------------------- | ---- | ---------------------------------- | ------------------------------------------------------------------- |
| Vorsitzender des Präsidiums der Volksversammlung Omer Nishani (5. Februar 1887 – 26. Mai 1954)    |      | 26. Mai 1944 – 1. August 1953      | Partia Komuniste e Shqipërisë (ab 1948 Partia e Punës e Shqipërisë) |
| Vorsitzender des Präsidiums der Volksversammlung Haxhi Lleshi (19. Oktober 1913 – 1. Januar 1998) |      | 1. August 1953 – 22. November 1982 | Partia e Punës e Shqipërisë                                         |
| Vorsitzender des Präsidiums der Volksversammlung Ramiz Alia (18. Oktober 1925 – 7. Oktober 2011)  |      | 22. November 1982 – 30. April 1991 | Partia e Punës e Shqipërisë                                         |

## Republik Albanien(seit 1991)
| Staatsoberhaupt (Lebensdaten)                               | Foto | Amtszeit                       | Partei (seit 1998: vor Amtsantritt) |
| ----------------------------------------------------------- | ---- | ------------------------------ | ----------------------------------- |
| Präsident Ramiz Alia (18. Oktober 1925 – 7. Oktober 2011)   |      | 30. April 1991 – 3. April 1992 | parteilos                           |
| Präsident Sali Berisha (* 15. Oktober 1944)                 |      | 9. April 1992 – 24. Juli 1997  | Partia Demokratike e Shqipërisë     |
| Präsident Rexhep Meidani (* 17. August 1944)                |      | 24. Juli 1997 – 24. Juli 2002  | Partia Socialiste e Shqipërisë      |
| Präsident Alfred Moisiu (* 1. Dezember 1929)                |      | 24. Juli 2002 – 24. Juli 2007  | parteilos                           |
| Präsident Bamir Topi (* 24. April 1957)                     |      | 24. Juli 2007 – 24. Juli 2012  | Partia Demokratike e Shqipërisë     |
| Präsident Bujar Nishani (29. September 1966 – 28. Mai 2022) |      | 24. Juli 2012 – 24. Juli 2017  | Partia Demokratike e Shqipërisë     |
| Präsident Ilir Meta (* 24. März 1969)                       |      | 24. Juli 2017 – 24. Juli 2022  | Lëvizja Socialiste për Integrim     |
| Präsident Bajram Begaj (* 20. März 1967)                    |      | seit 24. Juli 2022             | parteilos                           |